# Стоки (Львовская область)
Стоки (укр. Стоки) — село в Бобрской городской общине Львовского района Львовской области Украины.
Население по переписи 2001 года составляло 529 человек. Занимает площадь 1,35 км². Почтовый индекс — 81221. Телефонный код — 3263.